# Lijst van voetbalinterlands Armenië - Kosovo (vrouwen)
Deze lijst van voetbalinterlands is een overzicht van alle officiële voetbalwedstrijden tussen de nationale vrouwenteams van Armenië en Kosovo. De landen hebben tot nu toe twee keer tegen elkaar gespeeld.

## Wedstrijden
| № | Plaats   | Datum            | Competitie           | Wedstrijd        | Uitslag |
| - | -------- | ---------------- | -------------------- | ---------------- | ------- |
| 1 | Jerevan  | 26 oktober 2021  | WK 2023 kwalificatie | Armenië − Kosovo | 0 − 1   |
| 2 | Pristina | 1 september 2022 | WK 2023 kwalificatie | Kosovo − Armenië | 2 − 1   |

## Samenvatting
| Competitie      | Totaal gespeeld | Winst Armenië | Gelijk | Winst Kosovo | Doelsaldo Armenië – Kosovo |
| --------------- | --------------- | ------------- | ------ | ------------ | -------------------------- |
| WK-kwalificatie | 2               | 0             | 0      | 2            | 1 − 3                      |
| Totaal          | 2               | 0             | 0      | 2            | 1 − 3                      |